# Albert Ruppersberg
Albert Ruppersberg (* 18. August 1854 in Marburg; † 14. Februar 1930 in Saarbrücken) war ein deutscher Pädagoge und Heimatforscher im Saarland.

## Leben

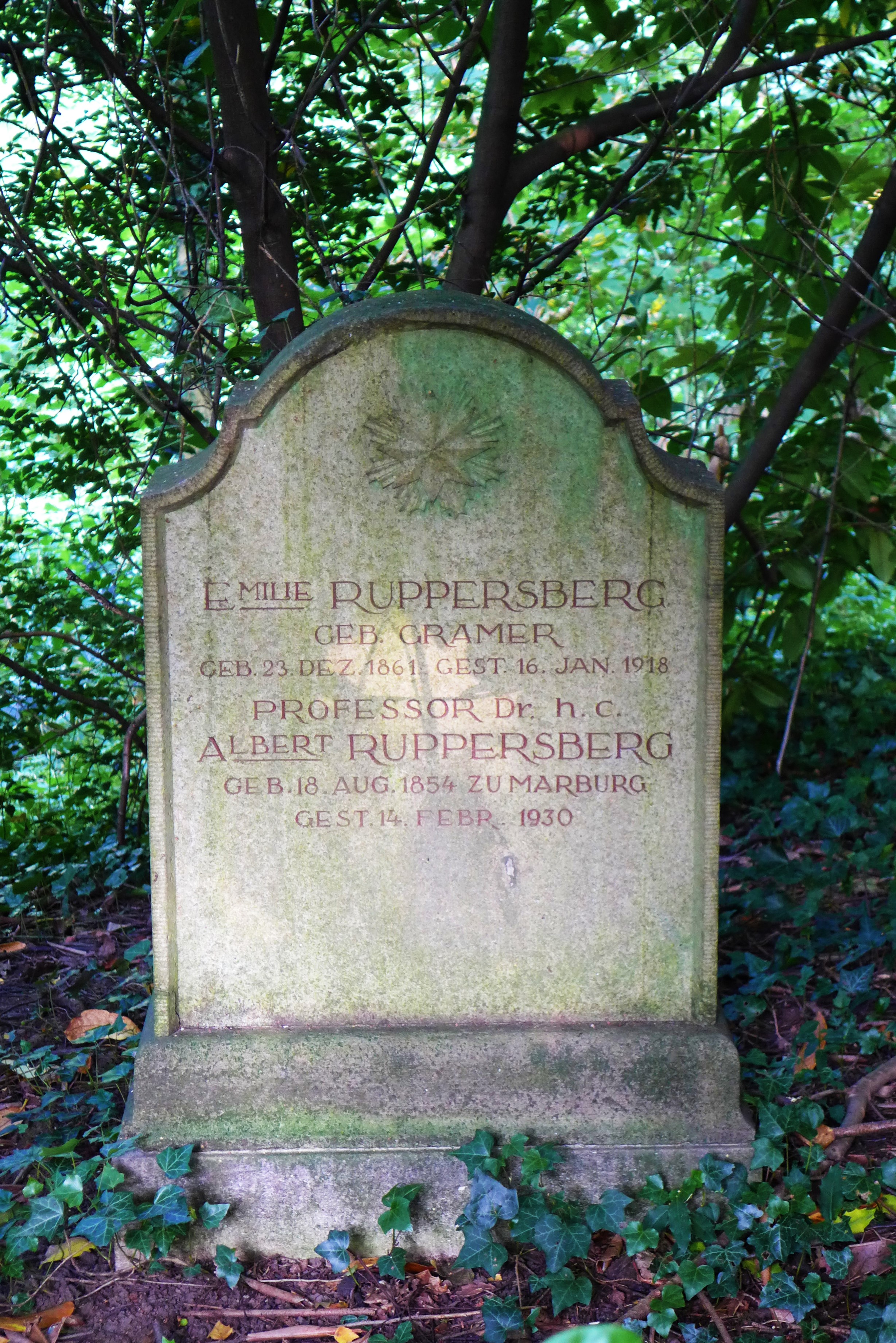
Alt-Saarbrücken, Alter Friedhof, Grabmal von Albert Ruppersberg

Albert Ruppersberg wurde im Jahr 1854 als Sohn des Apothekers Karl Gottlieb Ruppersberg (12. September 1797 bis 1. Juli 1866) und dessen Ehefrau Sophie (geb. Wiskemann) geboren. Der Vater führte seit dem Jahr 1837 die im Jahr 1475 gegründete Marburger Einhorn-Apotheke, die bis zum Jahr 1943 im Besitz der Familie Ruppersberg blieb. Im Jahr 1872 legte Albert Ruppersberg am Gymnasium in Weilburg das Abitur ab und studierte anschließend in Marburg und Halle die Fächer Geschichte, Geographie und Philologie. Er wurde Mitglied des Corps Hasso-Nassovia und des Corps Borussia Halle. Sein Probejahr als Lehrer legte er 1878 in Bad Kreuznach ab und wechselte dann 1879 als Hilfslehrer an das Ludwigsgymnasium Saarbrücken. Im Jahr 1882 ging er als ordentlicher Lehrer nach Duisburg, kehrte aber 1886 als Lehrer bzw. Professor an das Saarbrücker Gymnasium zurück. Im Jahr 1887 verheiratete er sich mit Emilie Cramer (1861–1918), mit der er insgesamt sieben Kinder hatte.
In der Folgezeit beschäftigte er sich intensiv mit der Geschichte der Saargegend und war ab dem Jahr 1899 Herausgeber einer mehrbändigen Landesgeschichte. Im Jahr 1907 wurde Ruppersberg Vorsitzender des Historischen Vereins für die Saargegend. Dieses Amt versah er bis zum Jahr 1928.
Bereits am 11. September 1914, nur wenige Wochen nach dem Eintritt des Deutschen Reiches in den Ersten Weltkrieg am 1. August 1914, geriet Ruppersberg als Soldat in französische Kriegsgefangenschaft, aus der er im Jahr 1917 nach Saarbrücken zurückkehrte. Man wies ihn im Jahr 1918 allerdings aus der französisch besetzen Zone aus. Erst im Jahr 1919 durfte er wieder zurückkehren. Im Herbst 1920 wurde Ruppersberg pensioniert. In den folgenden Jahren publizierte er weiter Schriften zur Saargegend: So fungierte er im Jahr 1923 als Herausgeber der Geschichte des Saargebietes, im Jahr 1930 gab er einen Band zur Geschichte des Stiftes St. Arnual heraus. Nach dem Ausscheiden als Vorsitzender des Historischen Vereins für die Saargegend im Jahr 1928 wurde er dessen Ehrenvorsitzender. In den Jahren von 1923 bis 1929 war er Verantwortlicher für das Stadtarchiv Saarbrücken. Albert Ruppersberg wurde am 17. Februar 1930 auf dem Friedhof an der Deutschherrenstraße in Alt-Saarbrücken bestattet.

## Auszeichnungen
- 1922 Ernennung zum Ehrendoktor der Rheinischen Friedrich-Wilhelms-Universität Bonn
- Ehrenmitglied der Gesellschaft für nützliche Forschungen zu Trier
- Die Albert-Ruppersberg-Straße im Saarbrücker Stadtteil St. Arnual wurde nach ihm benannt

## Veröffentlichungen (Auswahl)
- Über die Eirene des Aristophanes. Saarbrücken 1888 online – Internet Archive
- Saarbrücker Kriegs-Chronik. Illustrator: Carl Röchling. Saarbrücken 1895 online – Internet Archive
- Die älteste Besiedelung des Saargebietes. [Bonn] 1897
- mit Friedrich Köllner, Adolph Köllner: Geschichte der ehemaligen Grafschaft Saarbrücken. 3 Bände, Verlag Saarbrücker Bücher, Saarbrücken 1899–1914
- Das Gymnasium zu Saarbrücken 1604-1904. Saarbrücken, 1904
- Alte und neuere Sprachen. Pecheur, Saarbrücken-St. Johann 1907
- Pädagogik, Altertumskunde, Geschichte u. Erdkunde. Pecheur, Saarbrücken-St. Johann 1908
- Saarbrücker Urkunden und Akten im Trierer Stadtarchiv. Pecheur, Saarbrücken 1909
- Geschichte des Saarbrücker Landes (= Heimatbücher des Saartals. Unterhaltendes und Belehrendes aus Geschichte, Natur und Industrie des Saartals). 2 Bände. Winkler, Saarlouis 1912
  - Band 1: Die vorrömische, römische und fränkische Zeit (SULB)
  - Band 2: Die Entstehung der Grafschaft Saarbrücken und ihre Geschichte bis auf Graf Johann I. (SULB)
- Geschichte des Saargebietes. Saarbrücker Druckerei und Verlag, Saarbrücken 1923
- Geschichte der Gemeinde und Bürgermeisterei Dudweiler. Hofer, 1923
- Geschichte der Gemeinde und der Bürgermeisterei Quierschied. Saarbrücker Druckerei und Verlag, Saarbrücken 1929
- Die Familie Ruppersberg. Saarbrücker Druckerei und Verlag, Saarbrücken 1929 (Online)
- St. Arnual. Geschichte des Stiftes und des Dorfes. Evangelischer Pressverband für das Rheinland, Essen 1930
- Das Saargebiet. Dt. Schutzbund-Verlag, Berlin 1930